# Chuck Robbins
Charles H. Robbins (nacido en 1965) es un empresario estadounidense, presidente y director ejecutivo (CEO) de Cisco Systems.

## Primeros años
Robbins nació en Grayson, Georgia, y se educó en Rocky Mount High School en Rocky Mount, Carolina del Norte. Obtuvo una licenciatura en Matemáticas, en 1987, de la Universidad de Carolina del Norte en Chapel Hill.

## Carrera
Robbins comenzó su carrera como desarrollador de aplicaciones para el Banco Nacional de Carolina del Norte (ahora parte del Banco de América). Después de cinco años, se unió a Wellfleet Communications, que se fusionó con SynOptics para convertirse en Bay Networks, seguido de una breve permanencia en Ascend Communications, antes de unirse a Cisco, en 1997.
En Cisco, Robbins ocupó varios puestos, incluido el de vicepresidente sénior de las Américas y vicepresidente sénior de Operaciones de Campo Mundiales, cargo en el que dirigió las Organizaciones de Socios y Ventas Mundiales de Cisco.
En mayo de 2015, Cisco anunció que el director ejecutivo y presidente, John Chambers, dejaría el cargo de director ejecutivo en julio de 2015 y permanecería como presidente. Robbins, entonces vicepresidente senior, fue nombrado como su sucesor. Mentorizado por Chambers; Robbins fue votado por unanimidad como el nuevo director ejecutivo de la compañía, convirtiéndose en el director ejecutivo de Cisco Systems en julio de 2015. 
Como director ejecutivo, Robbins se destacó por acelerar el ritmo del crecimiento moderno de Cisco, al mismo tiempo que interrumpía los modos de trabajo obsoletos; promover la confianza de los empleados basada en la transparencia de políticas y procesos; y políticas humanitarias y diversidad en el lugar de trabajo.
En 2018, cuando entró en vigor el RGPD, Robbins pidió más regulación y que la industria tecnológica ayudara a educar a los reguladores. En febrero de 2019, Robbins promovió la necesidad de una legislación de privacidad global integral, afirmando la privacidad como "un derecho humano fundamental".
Robbins abogó por un aumento del 15% en los aranceles para los productos chinos. Robbins ha abogado por la responsabilidad social corporativa. En marzo de 2018, Cisco se comprometió a donar $50 millones a Destination: Home, una organización dedicada a acabar con la falta de vivienda en el condado de Santa Clara, donde se encuentra la sede de Cisco; Robbins se desempeña como abogado honorario de la NPO.

## Juntas y afiliaciones
Robbins se desempeña en el Foro Económico Mundial como presidente del Comité Directivo de Gobernadores de TI y como miembro del Consejo Empresarial Internacional. Es miembro del consejo de administración de la Fundación Ford. Es director de BlackRock y de Business Roundtable, donde preside el Comité de Inmigración.
En 2018, Robbins escribió una declaración en nombre de Business Roundtable que aplaudía a los legisladores bipartidistas que trabajaban para reformar las políticas de inmigración, al tiempo que instaba a la “Administración de la Casa Blanca a poner fin de inmediato a la política de separar a los menores acompañados de sus padres”, denunciando la práctica como “cruel y contrario a los valores estadounidenses”.
Robbins participó en el Foro Económico Mundial en Davos, Suiza en 2016, 2017, y 2018, y en la reunión general anual de WEF de 2019.
Ha sido miembro de la junta de la MS Society of Northern California, miembro de la Junta Asesora de Georgia Tech y miembro del Consejo Internacional del Centro Belfer para la Ciencia y Asuntos Internacionales de la Universidad de Harvard. También es miembro de la Academia Estadounidense de las Artes y las Ciencias .

## Vida personal
Robbins está casado, tiene cuatro hijos y vive en Los Gatos, California.